# Iuneț, Varna
Iuneț (în bulgară Юнец) este un sat în comuna Dolni Ciflik, regiunea Varna,  Bulgaria. 

## Demografie
Componența etnică a satului Iuneț
     Turci (9,61%)
     Bulgari (73,07%)
     Nicio identificare (17,3%)
     Altele (0%)
La recensământul din 2011, populația satului Iuneț era de 52 locuitori. Din punct de vedere etnic, majoritatea locuitorilor (73,07%) erau bulgari, cu o minoritate de turci (9,61%). Pentru 17,3% din locuitori nu este cunoscută apartenența etnică.